# Bombardier Turbostar

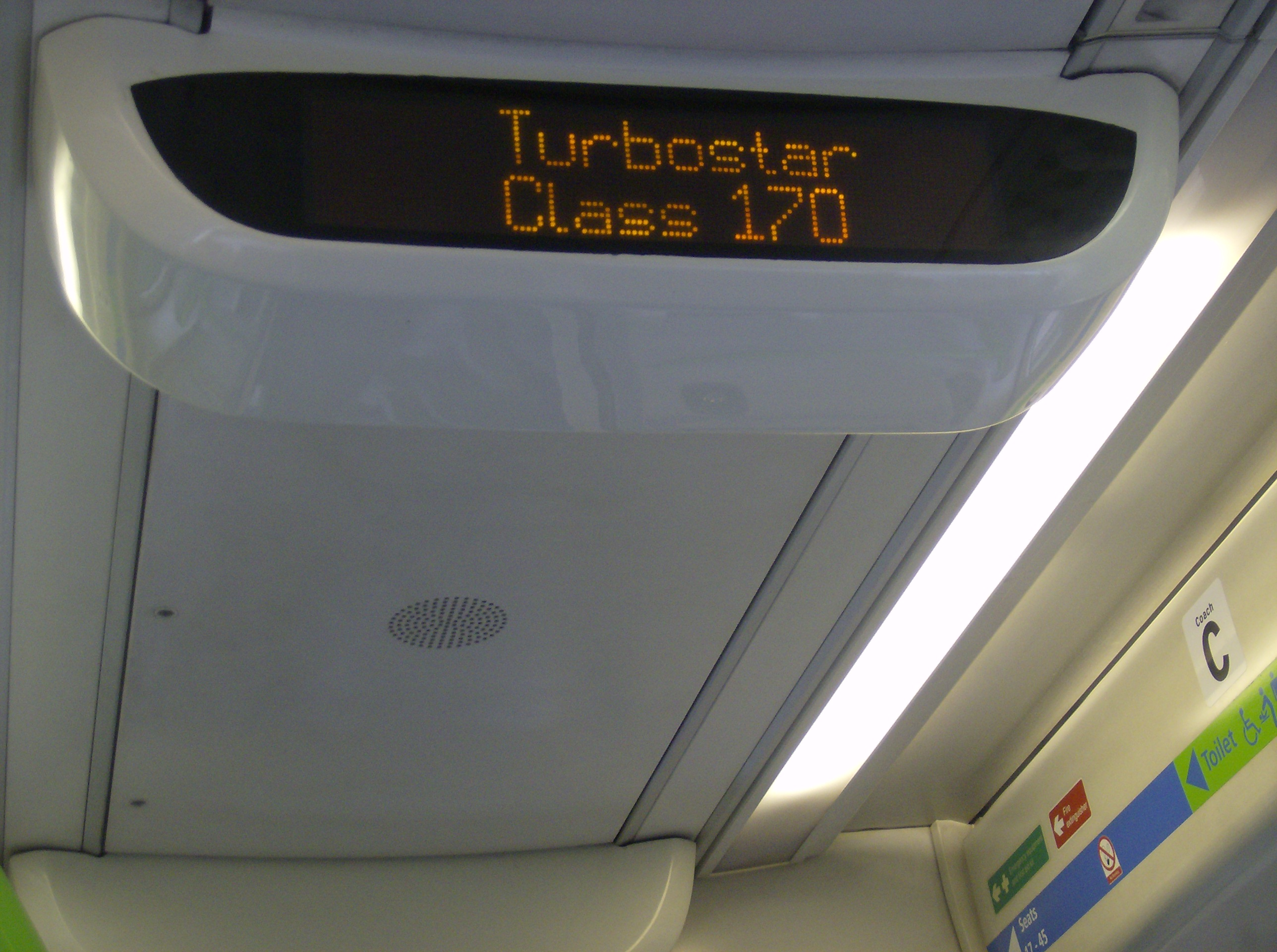
Fahrgastinformationssystem (FIS)

Die Triebfahrzeugfamilie Bombardier Turbostar (bis 2001 als ADtranz Turbostar bezeichnet) besteht ausschließlich aus Dieseltriebzügen. Zwischen 1997 und 2011 produzierten zuerst ADtranz, dann Bombardier Transportation diese Züge im Werk Derby für britische Privatgesellschaften. Die ersten Neufahrzeuge einer britischen Privatbahn nach dem Ende von British Rail wurden 1996 von Chiltern Railways bestellt und als Baureihe 168 Clubman ausgeliefert.
Turbostar und Bombardier Electrostar basieren auf derselben Plattform, die als Networker entwickelt wurde, und teilen sich unter anderem die Wagenkästen, um Produktion und Wartung zu erleichtern. Der Grundaufbau wurde dabei von den Dieselzügen der Networker-Familie (Baureihen 165 und 166) übernommen. An diesem Design orientiert sich die Front der ersten Turbostar (Baureihe 168) von Chiltern Railways, erst später wurde eine neue Fahrzeugfront für Electrostar und Turbostar entwickelt.
Der Bombardier Aventra ersetzt den Turbostar im Produktportfolio von Bombardier, allerdings wurden bisher keine Aventra-Züge für den Einsatz auf nicht elektrifizierten Strecken bestellt.

## Umbauten
Einzelne Turbostar-Züge wurden in andere Baureihen umgebaut.
Porterbrook ließ einen ältere Turbostar der Class 168 von Chiltern Railways zusätzlich zu den Dieselmotoren mit Akkus ausrüsten (HybridFlex). Mit dieser Technik soll der Schadstoffausstoß von Kohlenstoffdioxid, Feinstaub und Stickoxiden reduziert werden.
29 Turbostar (80 Wagen) der Class 170 im Dienst von CrossCountry werden bis 2028 modernisiert. Sie erhalten neue Sitze, Tische, Toiletten und USB-Ladebuchsen.
Im April 2025 übernahm East Midlands Railway (EMR) den ersten von 44 modernisierten Turbostars der Klasse 170. Die Fahrzeuge waren zuvor in den West Midlands im Einsatz. Im Rahmen der Modernisierung wurden Sitze und Tische getauscht und Steckdosen und USB-Ladebuchsen neu eingebaut.

## Baureihen
| Baureihe      | Bild | Betreiber | Eingeführt | Anzahl Züge | Anzahl Wagen | Fahrgastübergang am Fahrzeugende   | Bemerkung                                                                     |
| ------------- | --- | --- | ---------- | ----------- | ------------ | ---------------------------------- | ----------------------------------------------------------------------------- |
| 168 Clubman   | Baureihe 168 Clubman auf der Chiltern Main Line                                                                        | Chiltern Railways                                                                                            | 1998       | 28          | 2 bis 4      | Nein                               | Ursprungsversion, 5 Vierwagenzüge besitzen die ursprüngliche Networker-Front  |
| 168 Clubman   | Baureihe 168 Clubman, mit neu gestalteter Front, ebenfalls auf der Chiltern Main Line                                  | Chiltern Railways                                                                                            | 1998       | 28          | 2 bis 4      | Nein                               | Ursprungsversion, 5 Vierwagenzüge besitzen die ursprüngliche Networker-Front  |
| 170 Turbostar | Baureihe 170 von Arriva Coss Country in Cardiff Central                                                                | Abellio ScotRail CrossCountry East Midlands Railway Northern Trains Transport for Wales West Midlands Trains | 1998       | 119         | 2 oder 3     | Nein                               | nahezu uneingeschränkt mit älteren Dieselzügen der Sprinter-Familie kuppelbar |
| 171 Turbostar | Baureihe 171 von Southern für den Regionalverkehr im Südosten Londons                                                  | Southern | 2003       | 20          | 2 oder 4     | Nein                               |                                                                               |
| 172 Turbostar | Baureihe 172 von West Midlands Railway                                                                                 | Chiltern Railways West Midlands Trains                                                                       | 2010       | 39          | 2 oder 3     | nur Unterbaureihen 172/2 and 172/3 |                                                                               |
| 172 Turbostar | Baureihe 172 in einer neueren Lackierung von West Midlands Railway, der Fahrgastübergang am Wagenende ist gut sichtbar | Chiltern Railways West Midlands Trains                                                                       | 2010       | 39          | 2 oder 3     | nur Unterbaureihen 172/2 and 172/3 |                                                                               |